# 慈幼英文學校
慈幼英文學校為羅馬天主教鮑思高慈幼會創辦的一所男子天主教中學，隸屬鮑思高慈幼會中華會省，位於香港港島柴灣峽柴灣道16號，毗鄰小學部慈幼學校。慈幼英文學校的主保聖人為真福李納德神父。校訓為“Alere Flammam”，中文為“點燃火炬，照耀人群”。

## 歷史
1941年，順應香港社會需求建立慈幼孤兒院，附設在慈幼會修院，即慈幼學校前身。
1951年，建立慈幼學校，設有小學和初中。
1955年，增設中學部。
1956年，增辦高中課程。
1959年，第一屆高中生參加香港中學會考。
1960年，中學部校舍同年落成啟用，由港督柏立基爵士主持揭幕儀式。
1966年，動工興建室內操場及新翼校舍。
1972年，新翼校舍落成啟用。
1973年，首屆中七預科生畢業。
1975年，中學部由私立學校轉為資助學校。
1976年，愛秩序灣村大火，木屋全數焚毀，學校主動借出室內操場及其他設備讓災民暫住。
1990年，首次有學生（楊智恆）在中學會考取得九優一良成績。
1993年，學生何成恩則成為首位10A狀元。
1996年，再進行校舍擴建工程，耗資港幣2000萬元。
2002年，計劃於舊翼禮堂側擴建四層高的新教學大樓，擴建工程開始動工。
2006年，舊翼擴建部份完工，擴建大樓坐落於大操場前，有教員室、學生及教師電腦室、老師休息室等，使校舍面積增加至5,800平方米。
2008年，學校為準備新高中通識教育科的開展，科主任及其他老師成為東區學校通識教育科網絡成員；九月，學校獲教育局區域教育服務處 (港島東區 )的邀請，於學校成立 「東區通識教育聯絡資源閣」，作為成員學校分享通識教材及交流之場地。
2009年，按照香港教育體制改革，三三四（新高中）學制正式開辦。
2010年，林煜泰校長於八月三十一日退休；同年，杜玉燕女士晉升為校長，是慈幼會所辦的中學裏面第一位女性校長；部份慈幼會考考生以日校生身份報考香港日校生的最後一屆香港中學會考。
2011年，三月二十八日，聖鮑思高神父的聖髑到臨學校；祈禱會由中華會省省會長林仲偉神父主持，中、小學部全體師生一同在大操場舉行宗教禮儀，藉聖言、祈禱、歌詠、分享，同賀會祖親臨；九月，學校參加了教育局自願優化班級結構計劃，採用循環平衡班級結構。
2012年，慈幼考生報考第一屆香港中學文憑考試；同年，部份慈幼預科考生以日校生身份報考香港日校生的最後一屆香港高級程度會考，三二二三（英式）學制結束。
2015年，圖書館獲發展基金及1980年畢業生陳永潔先生分別贊助100萬及50萬元，展開翻新工程；同年暑假，約半世紀的舊圖書館正式關閉，開始清拆作業，以進行翻新工程；十一月六日，宗教活動室、健身室(由99年畢業生陳昆先生贊助)、自修室正式投入運作，為同學提供更多元化的學習設施。初中課程「經濟與公共事務科」及「生活教育科」停辦，由「經濟科（初中）」及「通識教育科（初中）」取代。
2016年，建校六十五周年；一月三十日，圖書館翻新工程完工，正式投入運作；學校以全新合符國際標準的足球機波檯更換舊式機波檯，舉辦了慈幼第一屆足球機大賽，為慈幼獨有的「機波文化」正名；五月二十四日，「慈幼歷史廊」第一期工程完成，邀校監陳鴻基神父祝聖。
2020年，隨著新型冠狀病毒大流行於香港蔓延，學校需要間斷地以網上教學繼續進行學習，亦因此首次在流感或病毒流行時避免長時間停課。
2021年，因應香港局勢改變，全港進行教育改革，原有新高中通識教育科被取締；於2021至22學年，從中四級開始，按照教育局改革指引，開辦「公民與社會發展科」。

## 校徽及校訓

### 校徽
- 校徽由火炬、紅帶、十架及校訓組成。底色為深藍，象徵樸素。作為慈幼會學校之一，慈幼英文學校以鮑思高預防教育法（英语：Salesian Preventive System）「理智、宗教、仁愛」教育青少年。
- 校徽被註有「Salesian School」的紅帶分開，左方的紅色十字架代表基督精神，右方的火炬象徵校訓，服務人群的精神。

### 校訓
校徽底的拉丁文為「Alere Flammam」，也是慈幼英文學校的校訓，要有服務人群的精神。而中文校訓則是「點燃火炬、照耀人群」。

## 校外評價、教學語言、班級結構及開設科目

### 校外評價
擁有超過半世紀年優良傳統，校風非常純樸，紀律嚴格，採用中英文分班教學。學校注重學生學業、體育方面的發展，近年亦開始投入藝術發展，亦是學界比賽、校際朗誦節、校際音樂節的頒獎台常客，校舍面積達5,800平方米。家長過往通常會將慈幼與金文泰中學、香港中國婦女會中學、衛理中學比較，然而截至2021年為止，現時普遍認爲屬於Band 2組別，全港與慈幼表現相近的學校有香港鄧鏡波書院、聖伯多祿中學、聖公會基孝中學等。

### 教學語言
自主權移交後，全港整體教育環境轉變，影響慈幼教學模式。縱使香港社會依然重視英語，隨教育局引導國民教育的方針之下，中小學學生接受英語等非母語（非漢語）教學逐漸不被政府提倡和支持，廣泛英語教學的環境逐步收緊，直至教育局不再劃分以及承認「英文中學」。經過教育署（今教育局）於1997年9月發表《中學教學語言指引》，公營/資助中學被強制在1998年開始分階段推行母語（中文：粵/普）教學，除了部份獲批准持續以英語教學的學校外。慈幼申請持續以英語教學落選，後來亦上訴失敗。
進入2000至2010年代，新入學中一級學生向來以銜接學校廣泛英語教學環境為首要困難，學校過往對新入學學生於正式入學前提供英語教學銜接班，過往二十年內亦大力在指引容許的範圍內，維持及營造英語教學環境。近年，為顧及學習效能，學校調節教學辦法，理科由以全英語授教轉變爲以中英混合模式授教（即中英分班），不同班別根據選科採用適當授課語言。現時整體課程依然以英語爲多數教學語言，事實上中英比例接近參半，英語教學佔55.2%，中文佔44.8%，中英並重。（以上比例，根據所屬分班存在差異；母語教學班別，中文教學佔比可達八成。）

### 班級結構
該校中一至中六各設4至5個班別。為響應教育局自願優化班級結構計劃，採用循環平衡班級結構，例如：2011-2012年度的中一收生分為四班；2012-2013年度的中一收生為五班；2013-2014年度的中一收生更替回四班，以「4-5-4-5」為規律。對於慈幼小學學生，若成績理想而操行良好，能夠直升原校中學。
實施新學制以後，選修科目組合能彈性調節，無須於全文或全理之間作抉擇。學校分設選修組合，有全理、全文、文理和文理商混合組別。

### 開設科目
| 科目類別 | 初中科目（校本必修/非文憑） |
| -------- | --- |
| 文科方面 | 中國語文（chin.）、英國語文（eng.）、普通話（pth.）、中國歷史（chi.h）、地理（geog.）、音樂（mus.）和視覺藝術（va）等科目。                                                                     |
| 理科方面 | 數學（math.）、綜合科學（is）（僅限中一、二級）、初中物理（phy.）（僅限中三級選科預備）、初中化學（chem.）（僅限中三級選科預備）、初中生物（bio.）（僅限中三級選科預備）和電腦（comp.）等科目。 |
| 商科方面 | 經濟（econ.）科。 |
| 其他方面 | 初中通識教育（ls）、宗教及倫理（rs）及體育（pe）等科目。 |

| 科目類別 | 高中科目（文憑課程） |
| -------- | --- |
| 文科方面 | 中國語文（chin.）、英國語文（eng.）、中國歷史（chi.h）、地理（geog.）、音樂（mus.）、視覺藝術：視覺形式表達主題（va-vpt）和視覺藝術：設計（va-des）等科目。                       |
| 理科方面 | 數學必修部份（math.）、數學延伸（一）：微積分與統計 (m1)、數學延伸（二）：代數與微積分 (m2)、高中物理（phy.）、高中化學（chem.）、高中生物（bio.）和資訊及通訊科技（ict）等科目。 |
| 商科方面 | 經濟（econ.）、企業及會計與財務概論：會計（bafs-ac）和企業及會計與財務概論：商業管理（bafs-bm）等科目。                                                                           |
| 其他方面 | 公民與社會發展（csd）、校本非文憑：宗教及倫理（rs）、文憑課程：倫理與宗教（dse-rs）、校本非文憑：體育（pe）和文憑課程：體育（dse-pe）等科目。                                     |

| 已取消科目 | 經濟與公共事務（epa）（僅限初中課程、2015年結束）、生活教育（led）（僅限初中課程、2015年結束）、高中通識教育（ls）（僅限高中文憑課程、2023年結束），以及其他未被包括的科目。 |

## 校舍
慈幼學校校舍位於柴灣道上，校舍建築群分為三部分，包括中學部、小學部及慈幼修院。

### 小學部

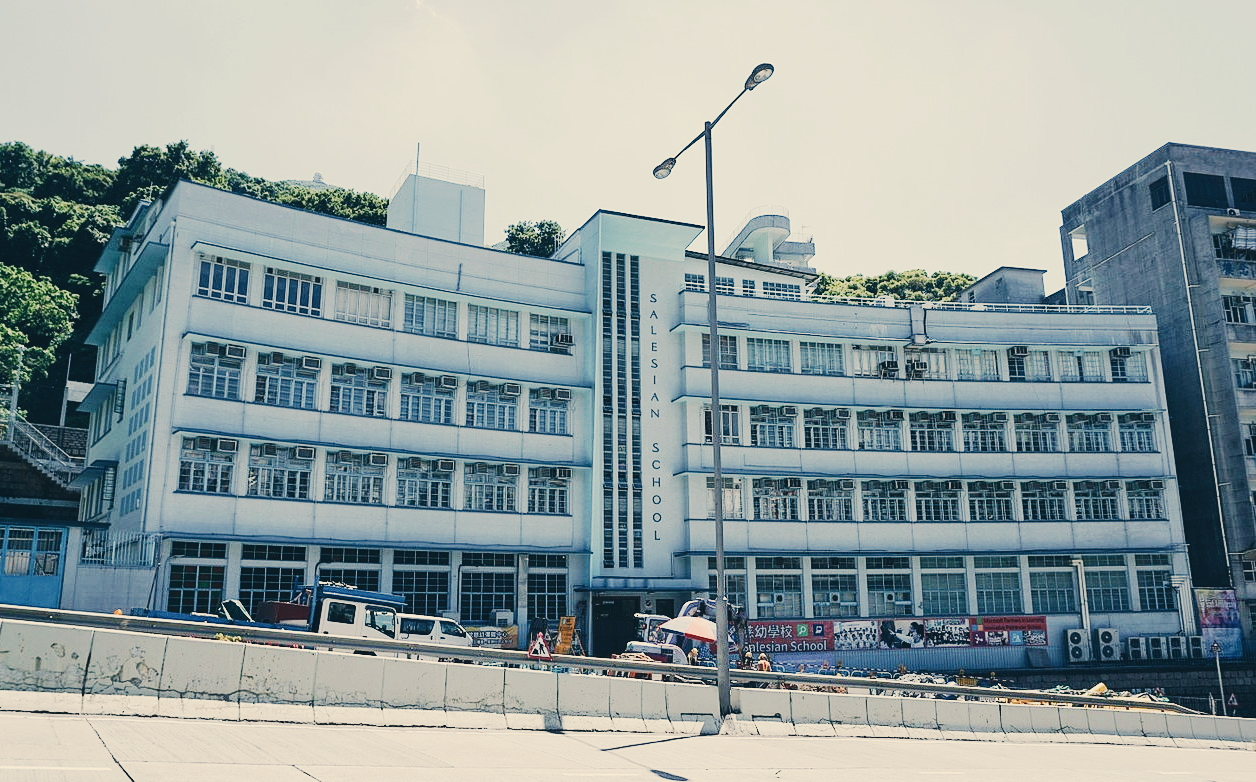
從柴灣道正視小學部外貌

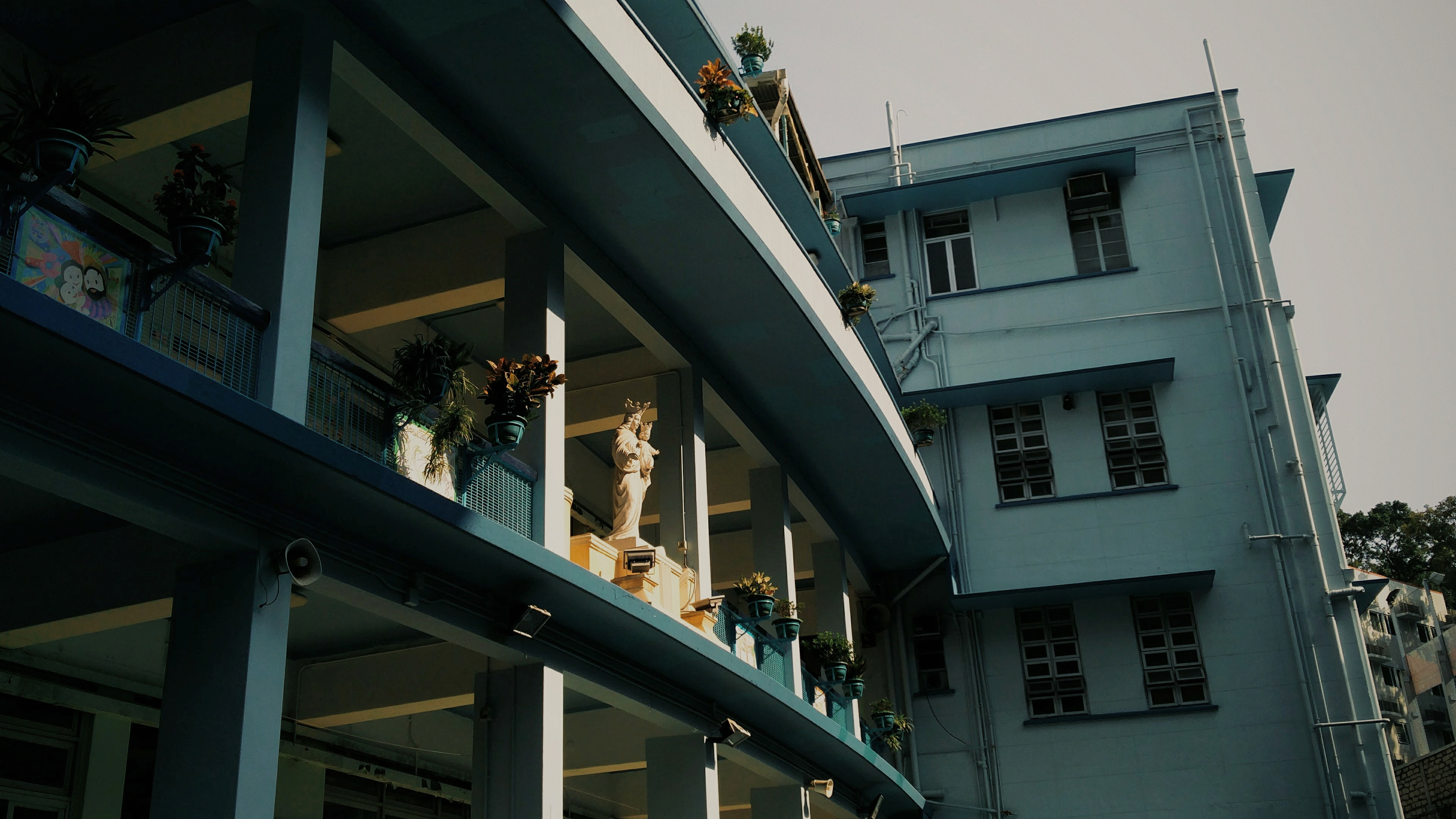
小學部內貌（中：進教之佑聖母像）

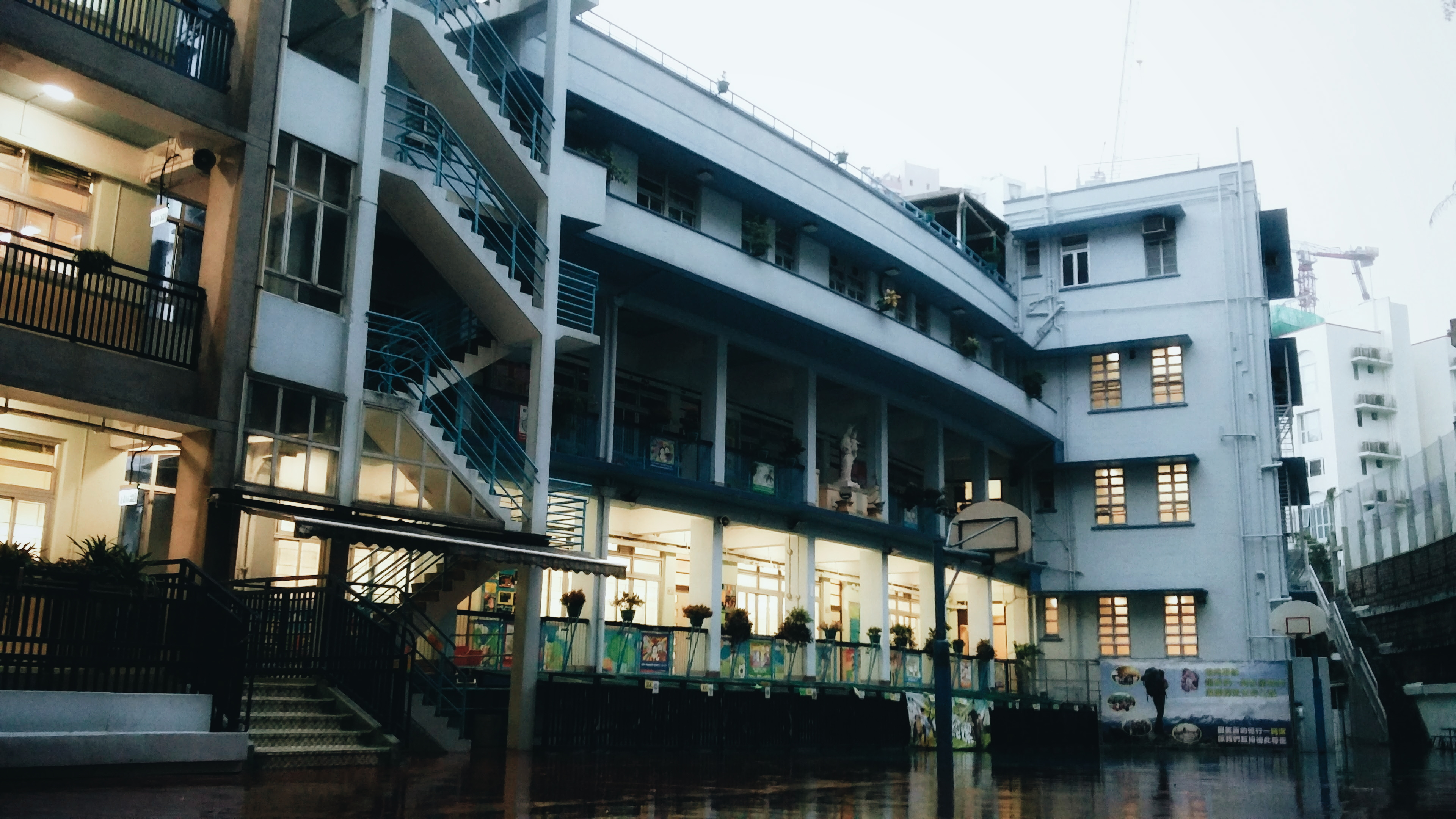
小學內部面貌

小學部為裝飾風藝術及包豪斯式建築，屬於二十世紀1940年代流行的建築風格，在香港曾經風靡一時，但現時以香港內的學校建築而言已絕無僅有。

### 中學部

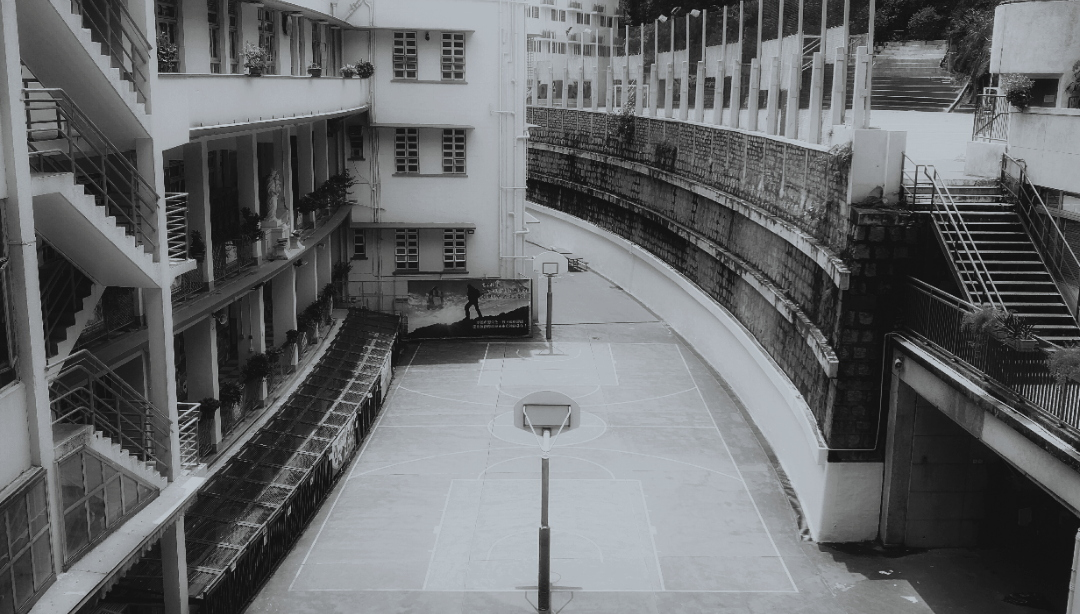
小學部籃球場（正下方）及中學部大操場（右上方）

而中學部校舍則由四部分組成，包括舊校舍主翼（胡文虎紀念樓）、舊校舍新翼、新校舍大樓及上操場，各部分由8道主要樓梯連接，新校舍大樓及舊校舍大樓每樓層均有一條天橋接駁，而新校舍大樓地下室內操場則與舊校舍大樓小食部及飯堂連接。
中學部校舍於建築學上可被定義為功能主義或粗獷主義的建築，為二十世紀1950至1960年代頗為流行的建築模式。建築結構實用，以稍為粗獷與暴露的形式，直接展現混凝土結構而不加以修飾，屹立於山坡之上。新翼建築以巨大混凝土承重支柱，支撐擴建校舍結構。上層主要容納室內教學設施，下層巨大空間容納小型室內操場，空間分佈較為實際簡單。唯校舍依山坡而興建，地形陡峭，部份更是干欄式建築，涉及複雜的土木工程，長年累月需要進行定期檢查與勘察。校舍經過幾次擴建及修建，從建築外觀明顯能夠察覺修建及加建痕跡。
校內曾經存在僭建部份，事隔多年終於清拆，比較明顯的例子就是舊圖書館的閣樓，於2015年被清拆，整個圖書館直接進行翻新工程。
由於慈幼會修院擴建聖母樓，雖令大操場範圍縮小，但依然相當寬敞，現時大樓外亦設置“DON BOSCO”字樣的巨型擺設，成為不少慈幼仔“打卡”拍照留念的地標。
校舍佔地9,000平方米，設有課室、特別室、禮堂等均有空調設備，並設有LCD投影機及屏幕。設有政府撥款的電梯，為肢體傷殘人士提供便利。

### 校舍設施
| * 31間課室 - 5間實驗室 - 生物實驗室 - 物理實驗室 - 化學實驗室 - 科學實驗室 - 示範實驗室 - 器材儲備室 (未確定) (前身為 “慈幼校園電視台事務室”) - 3間電腦室 - 四樓電腦室 - 電腦輔助教學室 - 多媒體學習中心 - 6間教員室 - 英文科教員室 - 文科及其他科目教員室 - 數理科教員室 - 主任教員室（已併入校務處） - 訓導組及輔導組教員室 - 宗教教育組辦事處 - 多用途禮堂(單層) - 9個學生運動場所 - 標準足球場（上（大）操場） - 小型足球場（修院操場） - 小型籃球場（修院操場） - 2個多用途籃球場（上（大）操場） - 西翼操場（下操場） - 羽毛球場（禮堂平台） - 鮑思高青年中心前空地 - 籃球場（室內操場） - 乒乓球枱(一樓飯堂) - 英式及美式桌球枱(一樓飯堂) - 足球機波枱(一樓) - 健身室 | * 校務處 - 總務處 - 校務會議室 - 音樂室 - 美術室 - 地理室 - 體育更衣室 - 體育儲物間 - 演講室 - 國術室 - 通識資源室 - 紅十字會急救室 - 童軍儲物室 - 校監辦公室 - 校長辦公室 - 三樓小聖堂 - 聖母岩 - 鮑思高像 - 宗教活動室 - 圖書館（單層） - 小食部 - 飯堂 - 2個小食部儲物室 - 學生物品售賣部 - 學生會辦事處 - 校紀律領袖生聯會事務室 - 鮑思高青年中心 - 社工室（312） - 傳達室 - English Corner - 自修室 |

## 聖若望·鮑思高神父像
慈幼英文學校為了紀念榮主救靈的聖若望·鮑思高神父，於2006年鑄造了一尊聖鮑思高神父石膏製立像，並於由陳鴻基神父主持開幕典禮，現安置在學校大操場的正前方。

## 校方組織

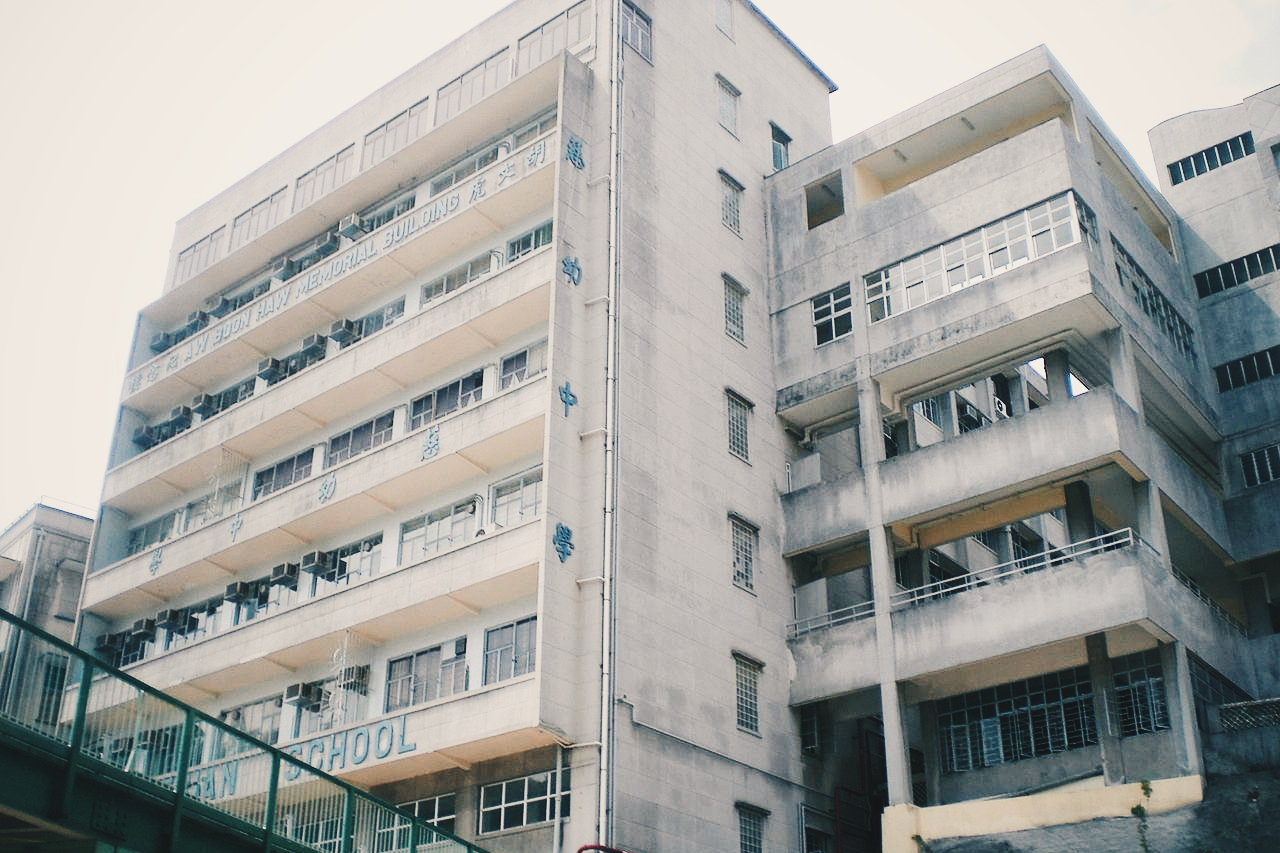
舊翼外觀

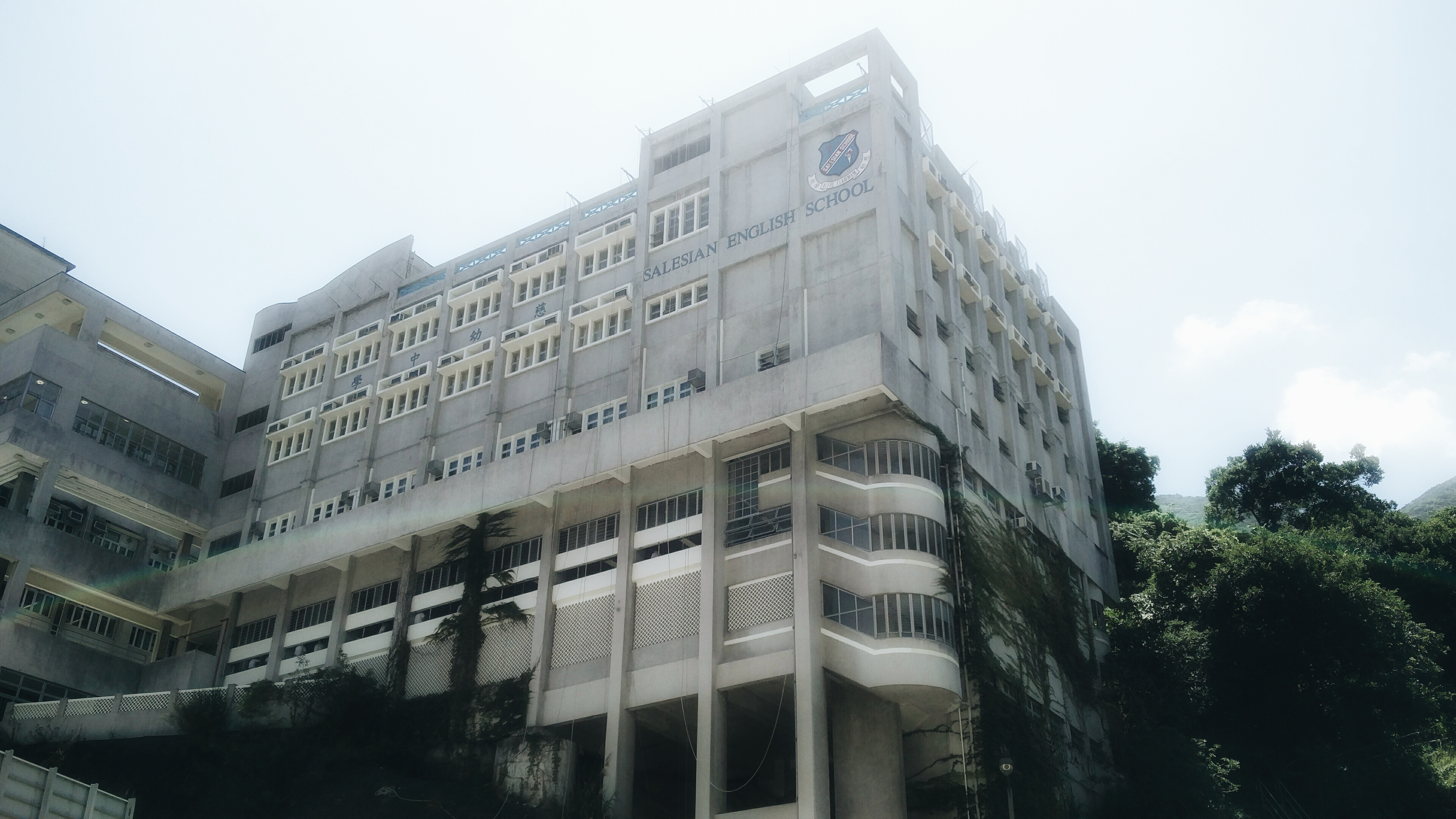
新翼外觀（攝於2016年）

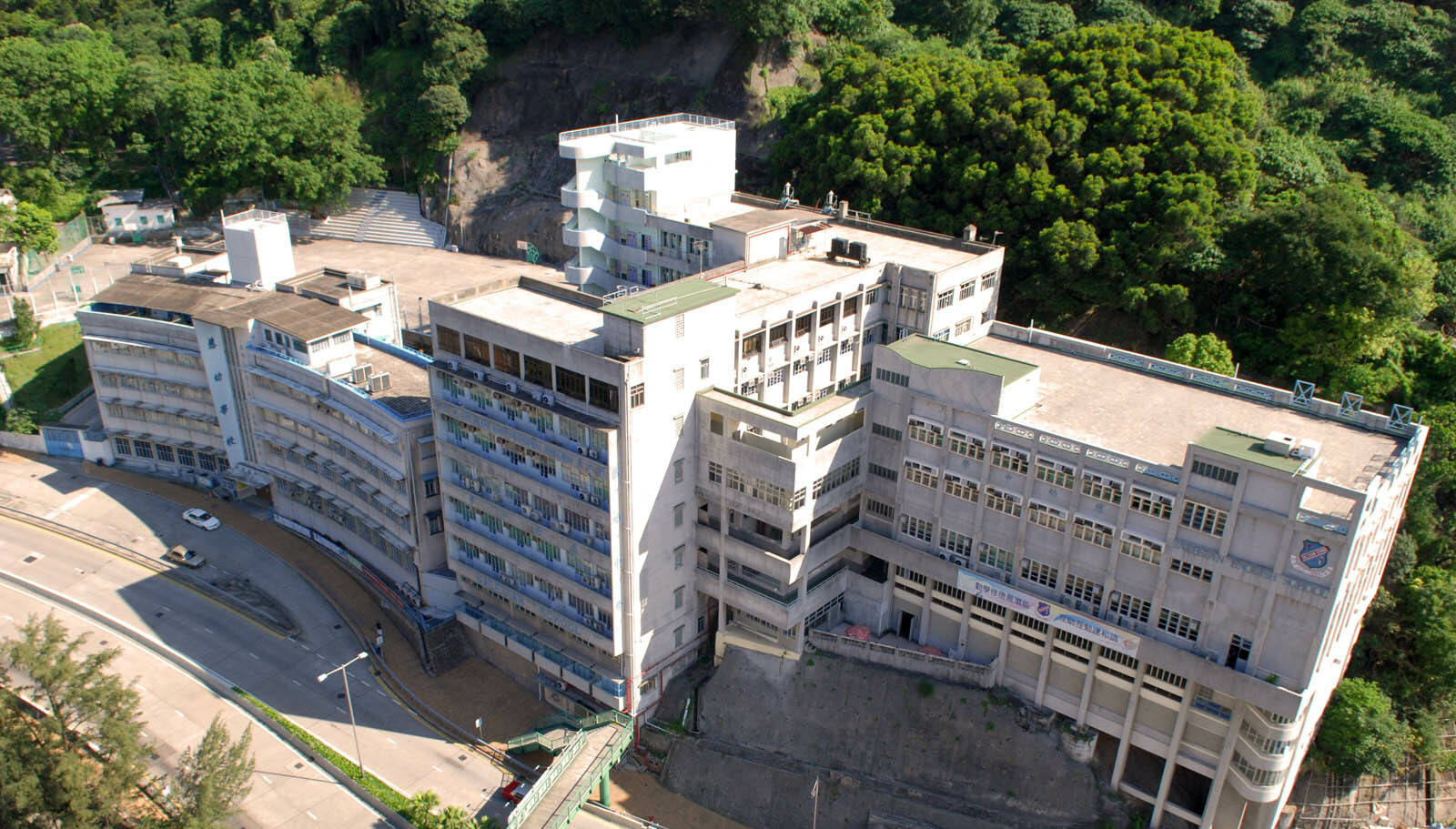
俯瞰慈幼學校（左）及慈幼英文學校（右）（攝於2006－07年期間）

該校設有慈幼英文學校（中學部）家長教師會（Salesian English School（Secondary Section）Parent - Teacher Association，簡稱SES（SS）PTA）、慈幼中學鮑思高同學會（Hong Kong Salesian School Old Boys' Association，簡稱SSOBA）及慈幼學校旅加（安大略）同學會（Salesian School（Ontario）Alumni，簡稱SSOA）。

## 學生組織

### 學生會

#### 宗旨
• 凝聚同學，增促友誼，在校方指導下培養同學「兩自」精神：自治與自律。
• 促進校方與同學間的互信與瞭解，鞏固同學對學校的歸屬感，落實與貫徹「鮑思高大家庭」的理念。
• 發展與擴充校內與校外課餘活動、對學生提供便利或引導學生得到適當援助，以及改善學生福利、學術與校際交流綱領，具體地推廣政策。

#### 任期
慈幼英文中學學生會採用內閣制，每屆內閣任期由該年度交職儀式舉行後至下年度新一任幹事會就職為止，整個循環為一個學生會年度。此機制原則上是跨學年的，有別於普通學年及學生代表大會的年度循環，因此幹事會須向兩屆代大（當選學年七個月及下學年初兩個月）提出報告。交職儀式於每年11月第一個上課日前舉行。

#### 服務
下設幹事會、外務組、培育組、宣傳組及校報編輯組。近年，其會務除了爭取校內外福利，亦開始開設售賣店及物資借用站，以及積極參與聯校活動，提升慈幼在學界交際的參與度。

#### 選舉
一切選舉均由學生代表大會籌選小組負責籌辦。惟籌選小組成員不得參選幹事會選舉，而一切有關選舉問題由籌選小組依憲章籌辦。
內閣須有教師提名及法定團體支持，經籌選小組審核，方可合法參選。（註：法定團體為組成代表大會之成員，包括全校二十九班，課外活動小組及領袖生會）每個法定團體只可於同一次選舉中支持一個參選內閣。學生會非幹事會員只能在同一選舉中加入一個內閣。幹事會選舉，由獲得過百份之五十總票數者當選，若參選內閣超過一個，由取得總票數百份率最高者當選。若有超過一個內閣在選舉中同時得最高總票數百份率，則須重新投票，若總票數百份率仍然相同，則在任之代表大會暫代幹事會工作，並須盡快籌備新一次幹事會之選舉。選舉必須在代表大會及在兩名或以上顧問之監察下進行。選舉結果須經代表大會通過，方能正式生效。
根據既定機制，若大選結果中「信任」票數不過半，即參選內閣無法即時確認當選，需要舉行二次選舉。若於第二次選舉，依然無法選出內閣擔任學生會，該年度便會出現學生內部事務功能架空的情況。
近年，隨著慈幼學生對籌組學生會內閣的興趣減弱，學生會選舉開始出現單一內閣參選的現象，使唯一參選內閣持壟斷優勢。由於只有單一內閣參選，大選當日所有合法選票上只有「信任」、「不信任」及「棄權」的選項。

#### 內閣
截至2023-24年度，經過35屆選舉，共34屆內閣獲選任學生會。歷屆學生會內閣如下，1990年代初（1997年之前）的內閣不包括在內。
| 屆份 | 任職年份  | 當選内閣名稱及狀況 |
| ---- | --------- | ------------------ |
| 9    | 1997-1998 | Rainbow            |
| 10   | 1998-1999 | （功能空缺）       |
| 11   | 1999-2000 | Utopia             |

| 屆份 | 任職年份  | 當選内閣名稱及狀況 |
| ---- | --------- | ------------------ |
| 12   | 2000-2001 | Sky                |
| 13   | 2001-2002 | Wish               |
| 14   | 2002-2003 | Echo               |
| 15   | 2003-2004 | Alpha              |
| 16   | 2004-2005 | XANGA              |
| 17   | 2005-2006 | Impulse            |
| 18   | 2006-2007 | Chorus             |
| 19   | 2007-2008 | Prism              |
| 20   | 2008-2009 | Glory              |
| 21   | 2009-2010 | Wisdom             |

| 屆份 | 任職年份  | 當選内閣名稱及狀況 |
| ---- | --------- | ------------------ |
| 22   | 2010-2011 | Pioneer            |
| 23   | 2011-2012 | Brotherhood        |
| 24   | 2012-2013 | Knight             |
| 25   | 2013-2014 | Testament          |
| 26   | 2014-2015 | Vision             |
| 27   | 2015-2016 | WolfPack           |
| 28   | 2016-2017 | Collegium          |
| 29   | 2017-2018 | Cohesion           |
| 30   | 2018-2019 | Innovate           |
| 31   | 2019-2020 | Zealous            |

| 屆份 | 任職年份  | 當選内閣名稱及狀況 |
| ---- | --------- | ------------------ |
| 32   | 2020-2021 | Unity              |
| 33   | 2021-2022 | Solidarity         |
| 34   | 2022-2023 | Omenes             |
| 35   | 2023-2024 | Diversity          |

### 學生會附屬校報編輯組

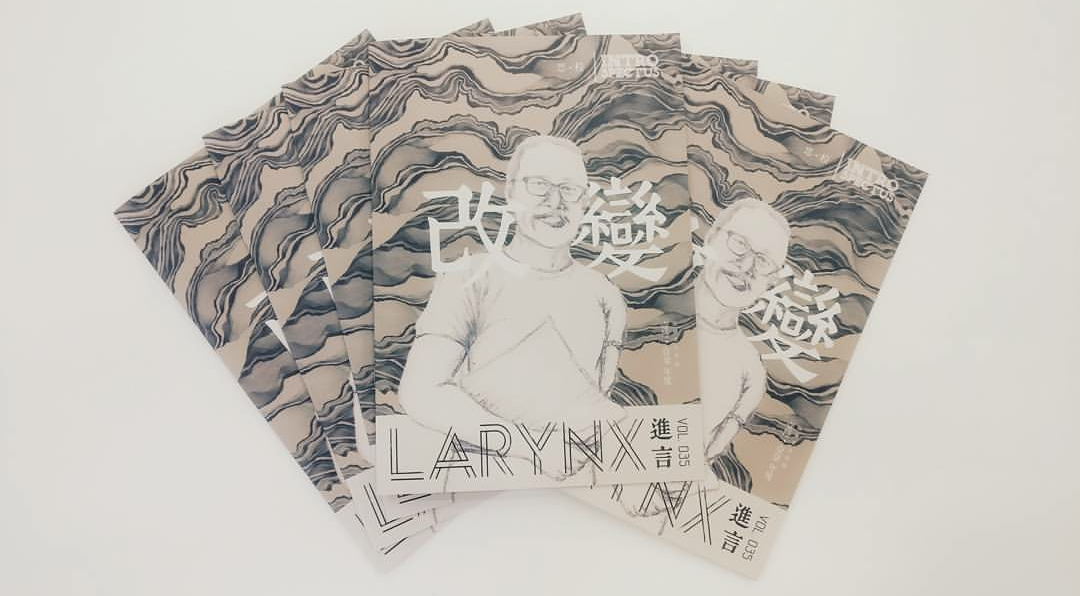
"Larynx Vol.35, published in July 2017, by The School Publication Board (Students' Council), Collegium (2016-2017)"

學生會附屬校報編輯組，負責《進言》（英語：Larynx）編輯工作，亦會舉辦活動。《進言》內容包括反映同學意見、學校政策、專訪及報導學生活動等。
編輯組雖然隸屬於學生會，但總編輯無須向該屆學生會會長匯報進度，亦無須交代《進言》內容，屬學生會內相對獨立的部門，總編輯只須向負責編輯組的導師交代即可。
以往，《進言》跟市面上的報章無異，並以單色印刷。直至2000年代，《進言》的訂裝形式大大改變，由報章轉變為雜誌形式，以彩色印刷，讓學生易於保存。踏進2010年代，隨著平面設計軟件普及，編輯組趨向重視出版刊物的設計感。

### 學生代表大會
學生代表大會，簡稱“代大”，是一個例行性學生會議機關，由各班學生組織領袖（包括班長、課外活動代表、校紀律領袖生代表及班紀律領袖生代表）所組成，因此各組織以及班級代表，依循普通學年為一個任期，有別於學生會的年度循環。
學生代表大會作為負責學生會選舉、補選事宜及監察學生會幹事會之運作的組織，對學生會年中及年末財政報告及計劃進行審核，由整體代表進行投票決定通過法案或提出質疑，向學生會幹事問責。
相對特別的是，每屆代大原則上有機會監察兩屆學生會內閣的事務。在開學初期（新內閣上任兩個月前），新一屆代大要先對任期將滿的（前）學生會內閣進行年末審查，然後才轉移負責涉及新一屆學生會內閣的事務。然而，過去亦有提前於本學年進行年末審查的先例，這視乎於學生會內務安排，倘若所有活動在學年之內完滿結束，則無需等待至下一屆代大審理；反之，若學生會涉及聯校活動，或於學年完結後的暑假期間涉及動用財政費用的活動，代大則需要按機制待由下屆會議審理。在導師監督下，一般交接與審議過程流暢。
大會幹事包括由主席、副主席、秘書、財政組成，由大會各成員互選充任。大會幹事當選後，除離校、辭職或被罷免外，得留任至任期屆滿為止。

#### 學生會籌選小組
學生會籌選小組，負責籌辦學生會內閣選舉，及審核參選內閣的教師提名及法定團體支持証明等事務，隸屬於學生代表大會。

### 校紀律領袖生
校紀律領袖生，隸屬於訓育組，為管理學校紀律及校紀律領袖生的組織。會員包括學校所有校紀律領袖生。

#### 職級及工作
| 職級                               | 工作                                                                             |
| ---------------------------------- | -------------------------------------------------------------------------------- |
| 高級校紀律領袖生（Senior Prefect） | 處理該組校紀律領袖生（Prefect）當值事宜，以及於校門駐守，檢查學生儀容。          |
| 校紀律領袖生（Prefect）            | 負責管理及監督同學，必要時給予警告及提醒。作為領袖生，亦需要樹立榜樣，以身作則。 |

### 生涯規劃組
生涯規劃組，前身為升學及就業輔導組，於2003年成立，其後於2016年重組。生涯規劃組負責處理學生升學及就業問題，為他們提供指導及建議。每年舉辦不同活動，如MBTI測試、JUPAS選科講座、畢業師兄分享等，改組後更推出「P-PLANNER」讓學生認識自我，了解升學途逕(包括學生對升學問題的誤會) 及如何踏出社會。在升輔組時期，每逢中午及放學時段，均有升輔領袖生在「升輔室」當值，為同學解答升學及畢業問題，在改組後解散，集體由相關教職員負責。

### 中六級畢業班籌委會
中六級畢業班籌委會，負責籌備畢業班謝師宴、畢業班音樂會、畢業班康樂活動、致送禮物予學校、畢業班同學告別儀式及出版畢業班同學錄紀念刊等，本會成立是為中六級級內同學製造更多美好的回憶及報答師恩為目的。幹事包括由主席、副主席、文書、財政、康樂、總務組成，由每班四位代表互選充任。
每年中六級同學的最後上課天，該校靈德育組亦會特別為同學籌備一個惜別會。在惜別會中，校長會向中六畢業班的同學作出鼓勵及訓勉。同時，藉著重溫校園生活的片段、祈禱及祝福歡送中六同學，讓他們留下美好的回憶。
另外，於學制變更前，原稱為中五級畢業班籌委會。

### 圖書館學會
圖書館學會，負責管理圖書館事務及圖書館員，隸屬於圖書館事務組。

### 多媒體類別
| 媒體組別        | 工作内容 |
| --------------- | --- |
| 多媒體製作組    | 前身為校園電視台、校園電台及攝影學會，並於2012年合併為多媒體製作組。製作組負責在各類型學校活動進行拍攝，例如：陸運會、瞻禮、畢業典禮等。工作內容主要為報導學生活動，並發佈於網絡平台上。另外，近年亦積極參與校外比賽，更屢次獲獎。為了能夠與時並進，製作組積極引入近年開始普遍的航拍技術，透過高空俯瞰活動場地拍攝。 |
| English Channel | 為英文部轄下的英文媒體，節目包括「Everyday English」、以及其他特備英語系列。由2014年開始在各類型學校活動，以英語進行訪問，成員主要由初中學生組成，部分高中學生會成為幕後監製及撰稿者，同時間亦需要指導及培訓成員。2019年後，校內英語頻道廣播甚少更新。                                                               |

## 學生關注組
```
警告
```

### 慈幼本土關注組
慈幼本土關注組於2016年8月11日成立，是一個學生自發組織。成立初期涉及連串爭議，令學校罕有地捲入社會政治風波。本土關注組關鍵成員的身份依然不明，運作約一年多後，於2018年1月30日在其專頁發出最後一次帖文，自此再沒有明顯活動。

### 「逃犯條例修訂」關注組
於2019年「反送中」運動前後成立，其後社交媒體Facebook上的帖文疑似被刪除。然而，關注組在Instagram明顯相對較活躍，運動持續期間，學校有已畢業的校友因參與運動被警員槍擊，內臟中槍失血送院。關注組發動聯署聲明聲援中槍校友，因而獲得社會極大關注。

## 活動

### 傳統瞻禮
慈幼英文學校（中學部）每個學年都會舉行傳統學校瞻禮及感恩祭，每個瞻禮都會有特定主題和意義，同時亦是對學生進行身心靈教育的機會。每學年定期舉行的瞻禮及感恩祭如下：
- 聖母無原罪慶日瞻禮 暨餘興節目 (全體同學參與)：每年12月8日
- 鮑思高慶日暨感恩節  (全體同學參與)：每年1月31日
- 聖母進教之佑瞻禮  (全體同學參與)：每年5月24日
- 聖母升天慶日瞻禮：每年8月15日

### 音樂節
慈幼英文學校（中學部）每個學年都會按照傳統舉行音樂比賽，邀請校外音樂界著名人士擔任評審。高中 (中五及中六級別) 賽事，通常便會成為中六級臨別的重要活動，讓中六級學生於臨別前聚首一堂，歌唱勵志及感人歌曲，為其校園生活畫上句號，成為美好回憶。

### 校內體育比賽
慈幼英文學校（中學部）每個學年都會舉行3次大型校內體育比賽，如下：
- 越野賽：通常在每年12月中，於鯉魚門公園及度假村舉行。
- 水運會：通常在每年9月中，主要於維多利亞公園游泳池舉行。
- 陸運會：通常在每年10月初，分初賽及決賽兩日，一般情況下會於灣仔運動場 舉行，或因場次約滿另行於將軍澳運動場舉行。
- 學生會舉辦體育活動：包括(足籃)四角賽、慈幼會聯校邀請賽等，舉辦時間由學生會自定。於2017年，時任學生會為秉承慈幼“機波”傳統，首次舉辦機波大賽。[查詢近況]

### 多元學習活動月/日
於2007-2008學年學校首次舉行多元學習活動月，整月的上課時間有所調整，上午早會、班主任時間及兩節小息皆縮短，且外每課節由40分鐘縮短至30分鐘，每天常規課堂於1時完成。下午2時開始，便進行多元學習活動，例如運動講座、體育活動及語文活動等等。
由2008-2009年度起多元學習活動月，更改為多元學習活動日。每年舉行2次，於下午時段安排學生參與多元學習活動，例如樂施會講座、參觀警署、衛生教育展覽、環保探索活動、入境事務處及消防局等等。

### 其他主要活動
- 9月下旬：公益服飾日
- 10月下旬：秋季旅行（初中一級別的旅行目的地均由學校決定，而初中二以上級別的旅行目的地由各班會決定）
- 12月中：學校推廣日（供同區小六學生到校參觀）
- 1月下旬：舊生回校日
- 2月：宗教週
- 4月：語文雙週
- 5月：頌親恩晚會
- 7月上旬：畢業典禮

## 課外活動
慈幼英文學校（中學部）有50多個學會和興趣小組，均隸屬於課外活動聯會，分宗教、服務、音樂、體育和學藝五大類別。此外，亦參加多項校際或聯校活動和比賽。

## 興翼橋的歷史

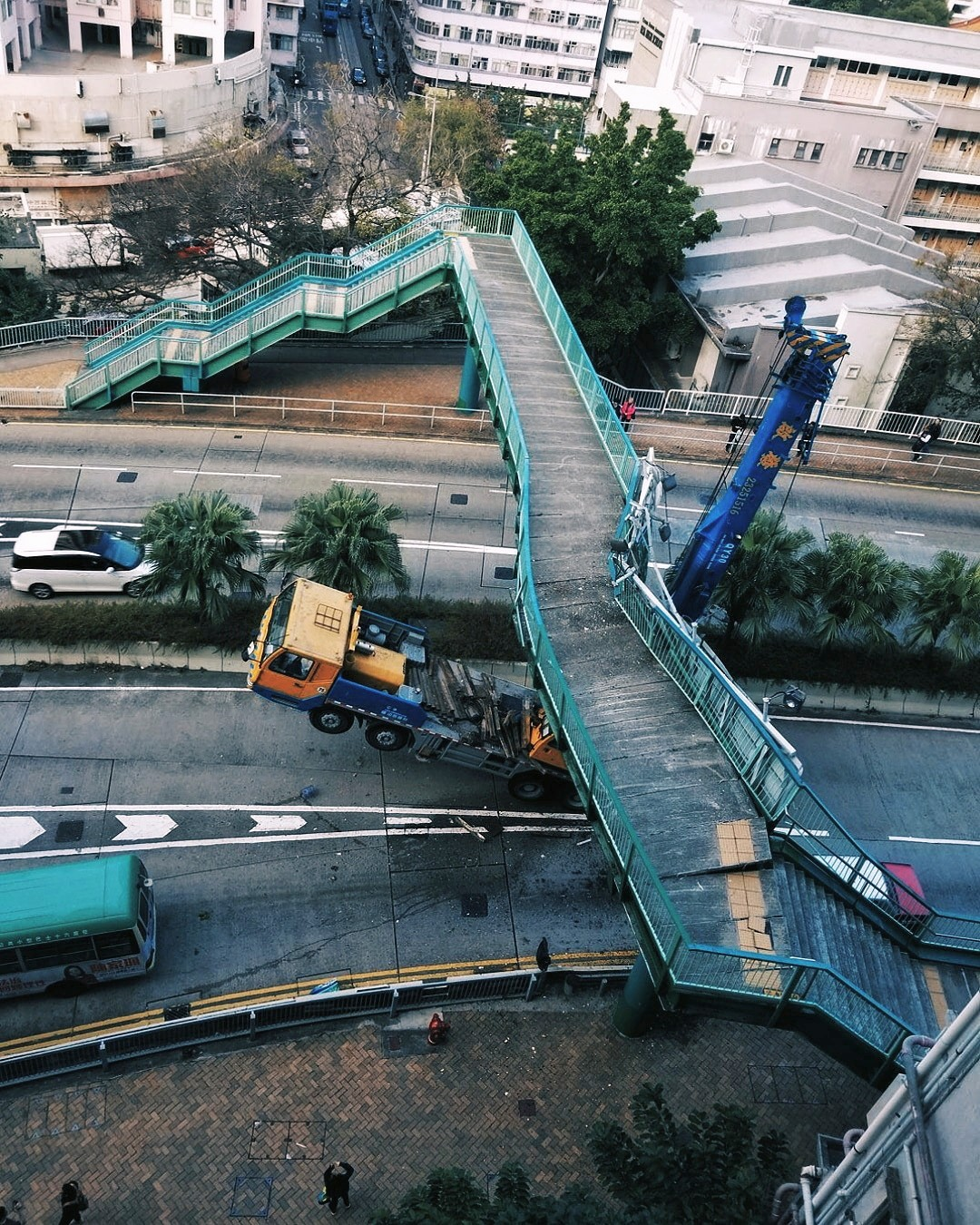
事發吊臂車因撼天橋而困於柴灣道

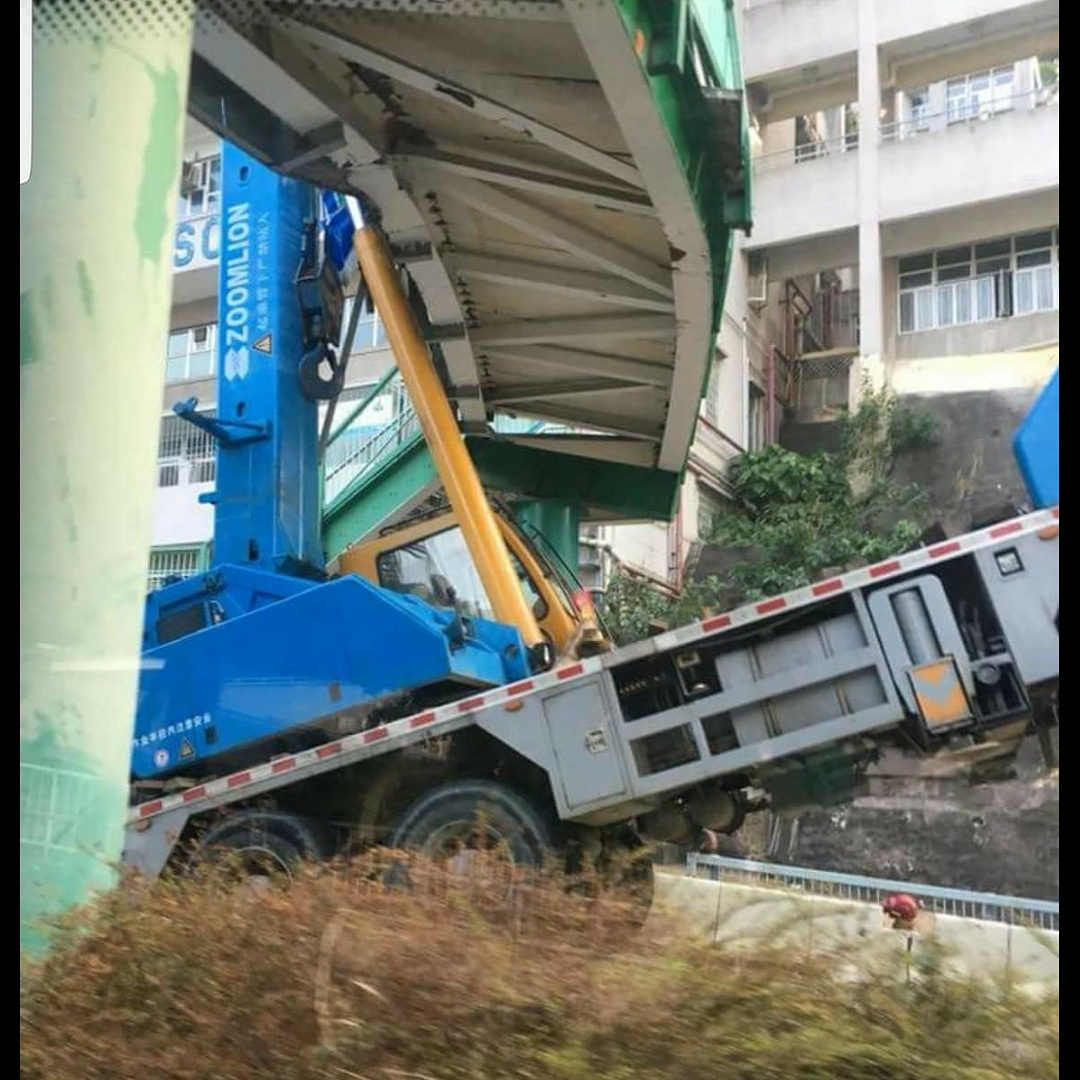
興翼橋橋身被撞至扭曲變形

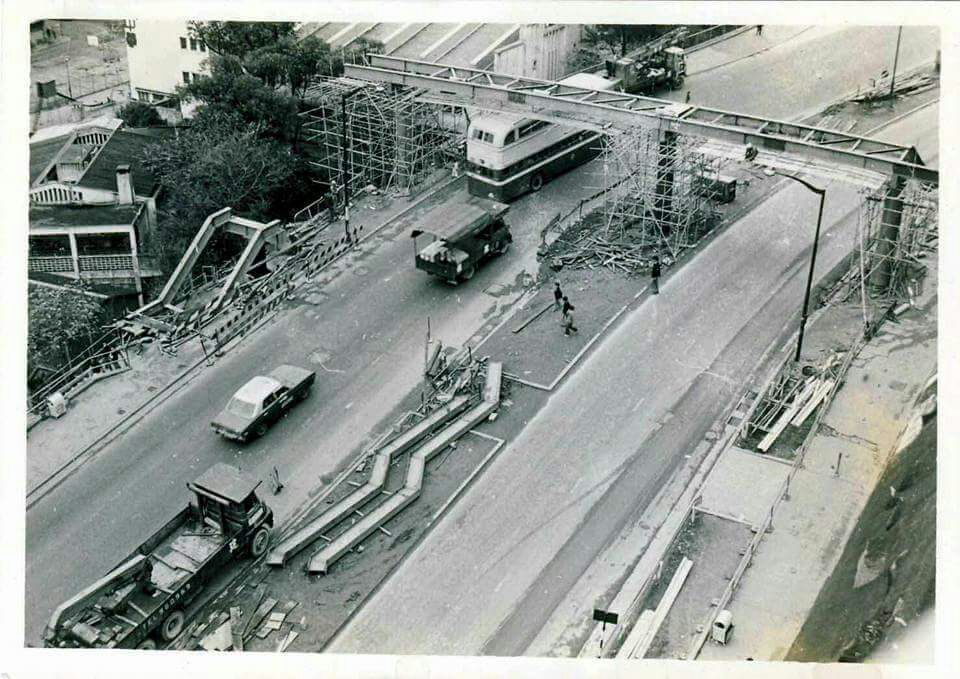
興建中的興翼橋

興翼橋是慈幼英文學校校門外的行人天橋 的俗稱，以記念已故神長校監陳興翼神父於1978年力促政府興建，區內居民對興翼橋亦相當熟悉，有不少回憶。四十年來，學生及居民非常依賴興翼橋出入學校及橫過柴灣道，一直保護慈幼學生安全返校，因此慈幼學生對屹立柴灣道四十年的興翼橋有一定感情。
後於2018年發生「興翼橋事件」，興翼橋橋身被一部重型吊臂車未收起的吊臂撞毀，被撞至嚴重變形，惟幸好當時沒有行人及學生使用，未有造成傷亡。事後被全港媒體廣泛報道，涉事司機的責任問題被網民廣泛討論，司機更需要面臨逾數百萬元的巨額賠償。翌日，具四十年歷史的興翼橋，部份被清拆。由於當時興翼橋整座重建或部份修建的意向未明，當時不少慈幼師生對此事先感到惋惜。
學校有一名老師任教33年，侃稱已使用興翼橋4萬多次。當年由於趕工興建天橋，落橋位處於學校正門，令通道狹窄，加上慈幼師生極需要能夠橫過柴灣道的天橋，有校友趁機提議政府若重建「新興翼橋」，可考慮提升天橋的規格，加建上蓋及無障礙設施，以及將落橋位改動。
後來，經過諮詢及評估規劃，舊有安好無損的部份得以保留，損毁部份清拆後會根據損毁前的模樣重建。
於同年5月31日，在校方與政府的會議上，政府官員宣佈接納小組意見，將行人天橋的落腳點改為向筲箕灣道的方向，而不會遮擋學校正門。興翼橋修建工作於2019年八月底完工，終於在2019年九月投入運作供大眾使用。 

## 著名校友

### 教育界
- 陳繁昌，JP，BS，MS，PhD：阿卜杜拉國王科技大學校長、前香港科技大學校長，美國國家科學基金會助理署長
- 范耀鈞，BBS，JP：前香港浸會大學副校長
- 何炘基: 前香港城市大學副校長（1972年中七）[6]
- 賴寶山：現任香港中文大學醫學院助理院長、外科學系主任及教授，並擔任威爾斯親王醫院外科名譽部門主管及新界東聯網外科統籌專員，以及香港外科醫學院外務副主席
- 曲廣運：香港大學骨科及創傷學系主任
- 吳嘉名：香港科技大學化學工程及生物分子工程學系講座教授，及化學物品企業聯盟主任
- 吳文正：前香港理工大學副教授，全球及英國皇家藝術學院創校首位時裝設計研習博士，現任數間大學兼任及客席教授，前聯合國時裝專家，香港博物館顧問
- 李偉樂：香港教育國際 (上市編號：1082) 副主席兼行政總裁
- 范國樑：現任美國德州大學安德森癌症中心教授及美國《實驗和腫瘤治療醫學》雜誌－主編輯
- 黃國輝：前九龍工業學校校長
- 游紹永：香港大學明德學院會計學教授（1972年中五）[6]
- 錢志安：前香港教育大學語言學及現代語言學系副教授, 現為香港都會大學教育及語文學院教授及院長
- 鄭振發：前明愛元朗陳震夏中學校長
- 吳祖南，SBS，JP(已故)：香港大學地理系副教授、土地供應專責小組成員[7]
- 蔡子強：香港時事評論員，現任香港中文大學政治與行政學系高級講師
- 鄭利明：香港城市大學電機工程系副教授，前九龍城區議會議員，何文田動力召集人，何文田社區發展動力主席，西九新動力執委，磁訊國際有限公司董事
- 梁紀昌：鮮魚行學校退休校長[8]

### 醫護界
- 賴寶山：現為香港中文大學醫學院助理院長、外科學系系主任及教授，並擔任威爾斯親王醫院外科名譽部門主管及新界東聯網外科統籌專員，以及香港外科醫學院外務副主席
- 曲廣運：香港大學骨科及創傷學系主任
- 林文傑：世界眼科組織主席、香港浸會大學創意研究院創院院長
- 鄭智聰：香港大學瑪麗醫院感染控制主任暨香港大學微生物學糸副教授
- 黃重光：精神科專科醫生、前香港中文大學精神科學系教授兼系主任（1970年中五）[9]

### 法律界
- 湯寶臣：香港高等法院原訟法庭法官
- 馬恩國：香港執業大律師、前獨立監察警方處理投訴委員會成員

### 財經界
- 郭炳江：前新鴻基地產發展有限公司 (上市編號：0016) 主席
- 郭炳聯：新鴻基地產發展有限公司 (上市編號：0016) 主席
- 郭炳湘，JP (已故)：新鴻基地產發展有限公司 (上市編號：0016) 非執行董事
- 鄭家純，大紫荊勳賢：鄭裕彤长子，新世界發展有限公司 (上市編號：0017) 及新創建集團有限公司 (上市編號：0659) 董事會主席
- 鄭家成：鄭裕彤次子，新世界發展有限公司非執行董事  、景褔集團有限公司獨立非執行董事 。
- 梁伯韜：香港投資銀行家，CVC Capital Partners董事合伙人，主席－大中華區。第十二屆全國政協委員，花旗環球金融亞洲區高級顧問，電訊盈科大股東
- 陳昆：強泰控股 (上市編號：1395) 行政總裁兼執行董事，福建省政協委員
- 黃敦義：嘉華集團副企業事務總監，前警務處助理處長
- 嚴磊輝：香港國際貨櫃碼頭董事總經理、前希慎興業行政總裁
- 劉鑾雄：前華人置業集團董事會主席和行政總裁

### 科技界
- 王懷和：亨途科技有限公司總經理
- 黃孝逸：現代電腦系統有限公司亞太區總經理
- 賴立明：瑞士銀行資訊科技部董事

### 工程界
- 陶汝鴻：戴德梁行香港區董事總經理暨北亞策略發展顧問部主管
- 李逸銘：前澳洲工程師學會澳香港分會會長
- 韋銘汾：栢誠集團亞洲區建築機電總監

### 演藝界
- 冼杞然：資深影視製作人
- 林振強(已故)：著名填詞人兼專欄作家、漫畫家、資深廣告撰稿員
- 馬國明：無綫電視著名藝員
- 李國麟：無綫電視資深藝員
- 吳錫輝：前香港電台副廣播處長
- 李璨琛：香港男演員
- 余世騰：香港藝術發展局藝評員、香港戲劇協會舞台劇獎評審委員及致群劇社幹事會主席
- 吳 晉： 香港著名指揮家及小提琴家
- 梁韋曦：知名日本地下偶像組合經理人
- 范振鋒：新城電台唱片騎師，節目主持
- 方柏翹：有線電視足球評述員
- 劉家輝：著名武打演員
- 吳家輝：香港電台唱片騎師、電視主持、演員
- 麥子豪：香港歌唱組合Sun Boy'z成員，英皇娛樂集團合約藝員
- 謝英偉：無綫電視節目製作監製(其中一個負責節目為兄弟幫)
- 梁材遠：無綫電視監製兼製作部經理
- 周博賢：香港音樂創作人(1984年初中)
- 梁業：香港男藝人、男子組合Error成員（2007年中五）
- 陳偉文(Adrian Chan)：香港著名作曲人、編曲人及音樂監製
- 葉世榮：香港音樂家，搖滾樂隊Beyond成員
- 伍潤泉：前香港電視劇監製（1972年中五）[10]

### 政界及公共事業界
- 鄭家富：前立法會議員（新界東）[11]
- 陳志全：前立法會議員（新界東），香港人網行政總裁，人民力量主席
- 鄭利明：何文田社區發展動力主席，西九新動力執委，城大電子工程系的副教授，磁訊國際有限公司董事
- 程國灝：前警務處高級助理處長
- 楊　彧：民協副主席、深水埗區荔枝角南區議員[12]
- 郭嘉銓：警務處港島總區指揮官，助理處長

### 體育界
- 張子岱：足球員，1960至70年代叱咤香港球壇的球星，曾效力英格蘭甲組聯賽球隊黑池，是歷來首位加盟歐洲頂級聯賽的華人球員
- 麥景皓：前香港乒乓球隊代表成員
- 張宇傑：前香港乒乓球隊代表成員
- 甄德祥：九零香港乒隊成員
- 鄭雨滇：前香港賽馬會自由身騎師
- 陳炎新：前香港足球員
- 李浩然：足球員
- 張廣然 :  足球員
- 周睿弘：足球員

### 傳媒及文化界
- 王貽興：香港著名作家，作品超過四十部
- 沈西城：香港作家
- 伍晃榮：已故香港資深體育新聞主播
- 馮兆寧：前亞洲電視新聞主播及前無綫新聞外電新聞編輯，前經濟動力總幹事，目前於香港電台第一台擔任時事專欄節目《藍地球》撰稿人暨港台電視節目預告片報幕員
- 黃浩賢：前有線新聞港聞組記者

### 其他
- 蕭百成（已故）：香港殯儀業大亨蕭明之子、澳門賭王何鴻燊長女何超英前夫
- 袁天佑（已故）：前循道衛理聯合教會會長（2012-2015）及香港基督教協進會主席（2011-2015）[13]
- 鄭寶康：香港扶幼會則仁中心院長（1957年至1960年中六）[14]

## 歷任校長
|      | 校長                                | 任職年份   |
| ---- | ----------------------------------- | ---------- |
| 1    | 余佩麒神父 Fr. Tiberi ERCOLE        | 1951－1959 |
| 2    | 馬耀漢神父 Fr. Alexander Ma Yiu-hon | 1959－1965 |
| 3    | 沈基昌神父 Fr. John Sen             | 1965－1972 |
| 4    | 劉曉明神父 Fr. Ignatuius Lau        | 1972－1977 |
| 5    | 劉戩雄神父 Fr. Joseph Lau           | 1977－1980 |
| 6    | 何國漳神父 Fr. Joseph Ho            | 1980－1989 |
| 7    | 蘇志超神父 Fr. Joseph So            | 1989－1998 |
| 8    | 吳炳誼神父Fr. Andrew Ng             | 1998－1999 |
| 署理 | 蘇志超神父 Fr. Joseph So            | 1999       |
| 署理 | 林煜泰先生 Mr. Peter Lam            | 2000－2001 |
| 9    | 李益僑神父 Fr. Thomas LEE           | 2001－2007 |
| 10   | 林煜泰先生 Mr. Peter Lam            | 2007－2010 |
| 11   | 杜玉燕女士 Ms. Josephine To         | 2010－     |

## 軼事

#### 名稱
- 慈幼中學部及小學部學生都稱「慈幼仔」。[15][16]

#### 社制問題
- 慈幼會學校大多都有社制傳統，慈幼英文學校卻沒有實行。其實向來有傳慈幼英文學校曾經就有計劃設立四社，分別以慈幼會主保聖人命名，跟現時其他慈幼會學校類似，設立 House of Rua （盧華社）、House of Savio （維豪社）、House of Versiglia （鳴道社）和 House of Rinaldi （納德社）。儘管傳言指學校曾經提出過相關計劃，卻依舊沒有落實社制，其原因未明，而多年來學生依然根據班際制度參與賽事或舉行活動。

#### 戰時歷史
- 於第二次世界大戰期間，1941年，慈幼修道院被指定為英軍軍部醫療用品貨倉，日軍於12月19日清晨秘密突擊北港島，鄰近日軍登陸地點的修道院成為首輪攻擊的一站。修道院於晨間隨即發生大屠殺 -「十二月十九事件」[17]，打開香港保衛戰港島戰役的序章，香港於幾天後（即12月25日）正式淪陷，隔天日軍大本營陸軍部宣布香港成為日本佔領地。
- 12月19日，日軍二二九部隊於清晨越過鯉魚門海峽登陸筲箕灣，上午7時50分日軍攻進慈幼修道院，俘虜所有人員，充公貴重物品。所有女士毫無損傷地被釋放，男士被命令脫去皮靴，鞋和外衣，不論軍兵或醫療人員，都要全體步操離開修院進入後山。日軍開始用長槍刺刀刺殺俘虜，屍體被踢落明渠。倖存者憶述隊尾的開始逃跑，最終都被日軍槍殺，日軍亦嘗試用軍刀斬下一些俘虜的首級。事件後來被生還者揭露，被查爾斯羅蘭（英语：Charles Gordon Roland）記錄在「Long Night's Journey into Day: Prisoners of War in Hong Kong and Japan, 1941-1945」。亂葬崗位於當時修道院對出的明渠，即現今修道院擴建部份-聖母樓之處，介乎於今天修道院與中學部大球場之間。
- 在1947年，英屬香港軍事法庭展開戰後審判，日軍二二九部隊指揮官田中良三郎大佐於慈幼修道院事件上，被判無罪；但因另外2項殺害虐待盟軍戰俘罪名，被判入獄20年[18]。至於他的部隊，沒有人因為在慈幼修道院發生的謀殺事件被提控。

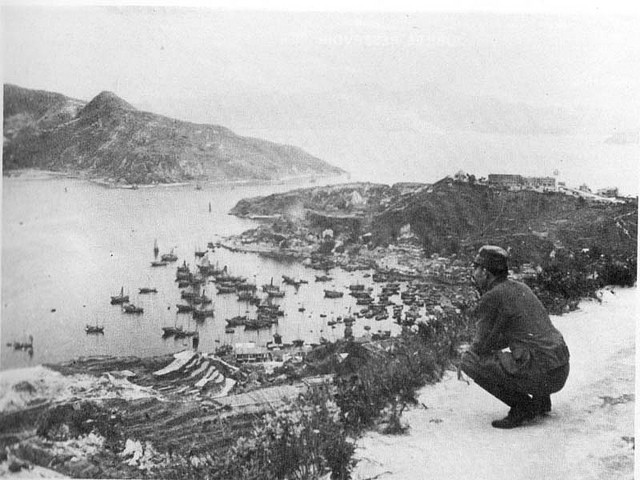
涉事指揮官田中在慈幼旁的將軍石一帶（今耀東邨），近觀愛秩序灣，遠眺鯉魚門海峽，1941年

- 事件發生幾十年後，不時傳出靈異見聞，有學生聲稱晚上離開學校會聽到後山傳來步操與慘叫的聲音，認爲當時大屠殺的殉戰人員靈魂未散。

#### 學生會選舉
- 近十年來，逢有學生會選舉，都有高年級學生投「棄權」或「不信任」票的「傳統」。中六級學生鑒於臨近文憑試而即將離開校園，受惠程度不大，便會選擇棄權。亦有某部份中六級學生基於即將畢業，集體投「不信任」票惡搞參選內閣，作為畢業回憶。有趣的是，此集體選舉動作既然成為「傳統」，一般都在參選內閣的預計之中，因此參選內閣都傾於向初中同學拉票，鼓勵投有效票，以免被高中的「惡搞票」佔更高百分比，影響當選機率。

#### 紀念校褸
- 校方為紀念65週年校慶，推出紀念版棒球褸，是根據前屆畢業學生為畢業訂製的棒球褸作為藍本，並被納入為特別校服服飾之一。65週年後，棒球褸上的「65」標誌被刪走，而被納入常規校服服飾繼續使用。

## 外部連結
- 慈幼英文學校（页面存档备份，存于）
- 慈幼學校（页面存档备份，存于）
- 慈幼英文學校多媒體製作組
- Salesian School Old Boys of 1977 - Yahoo Groups（页面存档备份，存于）